# Serguei Krasnikov
Serguei Vladilenovich Krasnikov (Сергей Владиленович Красников em russo), 1961-2024, é um Ph.D. em física e matemática russo (título conferido pela Universidade de São Petersburgo). Trabalhou no Observatório de Pulkovo em São Petersburgo, Rússia. 
Krasnikov é conhecido principalmente por suas contribuições em física teórica, especialmente no desenvolvimento do tubo de Krasnikov e suas aplicações na causalidade, curva fechada similar ao tempo e viagem FTL. Em 2001, foi contratado para administrar um projeto que estuda a viabilidade de viagem no tempo sob condições físicas realistas, no proeminente laboratório interdisciplinar de pesquisa Starlab.